# 野中町 (栃木市)
野中町（のなかまち）は、栃木県栃木市の地名。郵便番号は328-0124。
　

## 地理
吹上地区南部に位置し、東は川原田町、西は皆川城内町・新井町、南は箱森町、北は吹上町と接している。

## 世帯数と人口
2017年（平成29年）8月31日現在の世帯数と人口は以下の通りである。
| 町丁   | 世帯数  | 人口    |
| ------ | ------- | ------- |
| 野中町 | 623世帯 | 1,663人 |

## 施設
公共
- 栃木市総合運動公園
  - 栃木市総合運動公園硬式野球場（栃木市営球場）

商業
- ファミリーマート栃木総合グランド前店
- ほっともっと栃木総合運動公園店
- 栃木トヨペット栃木店
- ネッツトヨタ宇都宮栃木店
- 東日本三菱自動車栃木店
- 栃木スバル栃木店
- HondaCars両毛栃木インター店

観光
- 魔方陣スーパーカーミュージアム

## 交通

### バス
栃木市営生活バス
■星野御岳山線・■出流観音線
- 野中 - 運動公園入口 - くぬぎ山入口

### 道路
高速道路
- 東北自動車道 栃木IC

主要地方道
- 栃木県道32号栃木粕尾線（インター通り・鍋山街道）

## 小・中学校の学区
市立小・中学校に通う場合、学区は以下の通りとなる。
| 番地       | 小学校             | 中学校             |
| ---------- | ------------------ | ------------------ |
| 一部       | 栃木市立千塚小学校 | 栃木市立吹上中学校 |
| その他全域 | 栃木市立吹上小学校 | 栃木市立吹上中学校 |